# Казахстан (гостиница)
«Казахста́н» — высотная гостиница в городе Алма-Ата.

## История

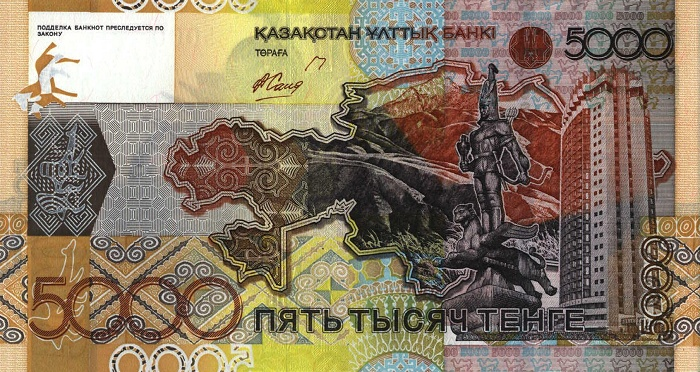
Здание гостиницы, изображённое на старой купюре в 5000 тенге

Гостиница строилась в 1975—1977 годах. Здание признано памятником архитектуры и внесено в реестр республиканского значения в 1979 году. Имеет 26 этажей и 102 метра высоты. С 1977 по 2008 год отель являлся самым высоким зданием Алма-Аты. Как сообщается на сайте отеля, гостиница является «самым сейсмостойким высотным зданием Южной столицы».
Общая площадь — 44887,5 м².
Архитекторы Ю. Г. Ратушный, Л. Л. Ухоботов, А. К. Деев, конструктор Л. Н. Матвиец, директор «Казгорстройпроекта» А. Ш. Татыгулов, начальник строительно-монтажного управления К. Х. Джабасов, главный инженер В. Р. Краснянский и начальник строительного отдела ЦК Компартии В. П. Сытников были выдвинуты на соискание Госпремии СССР, но получили в 1980 году Государственную премию Казахской ССР имени Ч. Валиханова.
За годы независимости у гостиницы сменилось множество собственников, и здание не один раз находилось в банковском залоге.
В 2006 году израильско-американское архитекторское бюро предложило план переустройства стилобатной части гостиницы со строительством стеклянного корпуса рядом с историческим. В здании, пристроенном к южной части здания, предполагалось разместить спортклуб, торговые площади, развлечения, паркинг.
В 2010-х производилась реконструкция гостиницы. Входная группа стала полностью прозрачной, а в лобби теперь есть уютные кофейни и большая люстра, заменившая ряд светильников под самым потолком.
В 2016 году произошло обрушение смотровой площадки над рестораном.
В октябре 2018 года на здание гостиницы была установлена архитектурная подсветка.
К территории гостиницы прилегает сквер "Дружба", в котором расположено панно "Верблюды", памятник Шамши Калдаякову и фонтан. Обустроен удобный выход на набережную реки Малая Алматинка.

## Архитектура
Здание является уникальным строительным сооружением, построенным в зоне 9-балльной сейсмической активности. Оно состоит из 26 этажей и имеет эллипсовидную форму. Центральный вход оборудован криволинейным козырьком большого выноса с подсветкой. Вертикальный ряд эркеров, придающий зданию легкость и ажурность, завершается высоким аттиком в форме золотистой «короны». Конструктивная основа здания — монолитное железобетонное ядро жесткости с поперечными железобетонными диафрагмами.
В вестибюле гостиницы со дня открытия отеля висел 34-метровый гобелен «Радуга Казахстана». Этот гобелен создавала группа авторов Б. Заурбекова, И. Ярема, Е. Николаева и К. Тыныбеков. В 1980 году коллективу авторов гобелена «Радуга Казахстана» была присуждена Государственная премия Казахской ССР имени Ч. Валиханова.
В отделке и оформлении фасадов и интерьеров использованы мрамор, гранит, ракушечник, и другие материалы.

## Статус памятника
4 апреля 1979 года было принято Решение исполнительного комитета Алма-Атинского городского Совета народных депутатов № 139 «Об утверждении списка памятников истории и культуры города Алма-Аты», в котором было указано здание гостиницы. Решением предусматривалось оформить охранное обязательство.
10 ноября 2010 года был утверждён новый Государственный список памятников истории и культуры местного значения города Алматы, одновременно с которым все предыдущие решения по этому поводу были признаны утратившими силу. В этом Постановлении был сохранён статус памятника местного значения здания высотной гостиницы. Границы охранных зон были утверждены в 2014 году.